# 주광성
주광성(走光性, phototaxis) 주일성 또는 추광성은 주성의 종류 중 하나로, 빛의 자극에 반응하여 빛으로 향하여, 또는 빛으로부터 멀리하면서 움직이는 생물의 성질이다. 이것은 광영양생물에게 이익이 되는데, 광합성을 위해 빛을 가장 효율적으로 받을 수 있도록 이들이 직접 지향 자세를 취할 수 있기 때문이다. 빛의 세기가 증가하는 방향으로 움직이면 양주성(양성주광성, positive), 방향이 반대인 경우 음주성(음성주광성, negative)으로 부른다.
2가지 유형의 양주성이 원핵생물에게서 관찰된다. 첫 번째 유형은 어둠회피주광성(scotophobotaxis)으로, 현미경으로만 관찰된다. 이것은 세균이 현미경에 의해 조명이 비쳐지는 지역 바깥으로 우연히 헤엄칠 때 발생한다. 어두운 곳으로 들어가면 세포에게 편모의 회전방향을 돌이킨 다음 빛에 다시 들어가도록 신호를 보낸다. 주광성의 두 번째 유형은 참주광성(true phototaxis)으로, 빛이 많은 쪽으로 경사도를 올라가는 것이다. 이는 유인인자가 화학물질이 아닌 빛이라는 점을 제외하고는 양(positive)주화성(chemotaxis)과 비슷하다.
주광 반응은 테트라하이메나, 유글레나 등 수많은 생물에게서 관찰된다.

## 같이 보기
- 굴광성